# Presidenti dell'Algeria
I presidenti dell'Algeria dal 1962 (data di indipendenza dalla Francia) ad oggi sono elencati nella lista che segue. Essa comunque include anche i Presidenti Provvisori che precedettero la carica vera e propria dal momento dell'indipendenza.
Primo presidente del Governo provvisorio della Repubblica algerina (GPRA) dal 1958 al 1961, Ferhat Abbas, fu eletto nel 1962 Presidente dell'Assemblea costituente e divenne così il primo Capo di Stato della Repubblica algerina democratica e popolare.
Ahmed Ben Bella ebbe accesso alla presidenza della Repubblica nel 1962 e mantenne la carica fino al 1965.
Egli è considerato il primo Presidente della Repubblica algerina democratica e popolare. Houari Boumédiène, dopo il colpo di Stato del 19 giugno 1965, assunse la carica di Presidente del Consiglio della Rivoluzione, che mantenne fino al 1976 ed ebbe un secondo mandato fino al 1978, diventando così il secondo Presidente della Repubblica algerina democratica e popolare.
L'Alto Comitato di Stato, organo provvisoriamente incaricato della gestione dello Stato, è un presidente collegiale di transizione. Posto in carica per la prima volta il 14 gennaio 1992, dopo le dimissioni di Chadli Bendjedid, presidente dal 1979 al 1992, fu disciolto il 30 gennaio 1994 e rimpiazzato da Liamine Zéroual. 
Dal 12 dicembre 2019, a seguito delle elezioni presidenziali, Abdelmadjid Tebboune è capo dello Stato.

## Elenco
| Presidente                                     | Presidente | Presidente            | Partito                              | Elezione               | Mandato           | Mandato           |
| Presidente                                     | Presidente | Presidente            | Partito                              | Elezione               | Inizio            | Fine              |
| ---------------------------------------------- | ---------- | --------------------- | ------------------------------------ | ---------------------- | ----------------- | ----------------- |
|                                                |            | Ferhat Abbas          | Fronte di Liberazione Nazionale      | -                      | 19 settembre 1958 | 27 agosto 1961    |
|                                                |            | Benyoucef Benkhedda   | Fronte di Liberazione Nazionale      | -                      | 27 agosto 1961    | 22 luglio 1962    |
|                                                |            | Abderrahmane Farès    | Fronte di Liberazione Nazionale      | -                      | 3 luglio 1962     | 25 settembre 1962 |
|                                                |            | Ferhat Abbas          | Fronte di Liberazione Nazionale      | -                      | 25 settembre 1962 | 15 settembre 1963 |
|                                                |            | Ahmed Ben Bella       | Fronte di Liberazione Nazionale      | 1963                   | 15 settembre 1963 | 19 giugno 1965    |
| Consiglio rivoluzionario                       |            |                       |                                      |                        |                   |                   |
|                                                |            | Houari Boumédiène     | Fronte di Liberazione Nazionale      | -                      | 19 giugno 1965    | 10 dicembre 1976  |
| Presidenti                                     |            |                       |                                      |                        |                   |                   |
|                                                |            | Houari Boumédiène     | Fronte di Liberazione Nazionale      | 1976                   | 10 dicembre 1976  | 27 dicembre 1978  |
|                                                |            | Rabah Bitat           | Fronte di Liberazione Nazionale      | Ad interim             | 27 dicembre 1978  | 9 febbraio 1979   |
|                                                |            | Chadli Bendjedid      | Fronte di Liberazione Nazionale      | 1979, 1984, 1988       | 9 febbraio 1979   | 11 gennaio 1992   |
|                                                |            | Abdelmalek Benhabyles | Fronte di Liberazione Nazionale      | Ad interim             | 11 gennaio 1992   | 14 gennaio 1992   |
| Supremo Consiglio di Sicurezza (Guerra civile) |            |                       |                                      |                        |                   |                   |
|                                                |            | Mohamed Boudiaf       | Partito della Rivoluzione Socialista | -                      | 14 gennaio 1992   | 29 giugno 1992    |
|                                                |            | Ali Kafi              | Fronte di Liberazione Nazionale      | -                      | 2 luglio 1992     | 31 gennaio 1994   |
|                                                |            | Liamine Zéroual       | Militare                             | -                      | 31 gennaio 1994   | 16 novembre 1995  |
| Presidenti                                     |            |                       |                                      |                        |                   |                   |
|                                                |            | Liamine Zéroual       | Raggruppamento Nazionale Democratico | 1995                   | 16 novembre 1995  | 27 aprile 1999    |
|                                                |            | Abdelaziz Bouteflika  | Fronte di Liberazione Nazionale      | 1999, 2004, 2009, 2014 | 27 aprile 1999    | 2 aprile 2019     |
|                                                |            | Abdelkader Bensalah   | Raggruppamento Nazionale Democratico | Ad interim             | 9 aprile 2019     | 19 dicembre 2019  |
|                                                |            | Abdelmadjid Tebboune  | Fronte di Liberazione Nazionale      | 2019, 2024             | 19 dicembre 2019  | in carica         |